# Royal Albert Hall
Royal Albert Hall er et koncerthus i South Kensington i bydelen Kensington and Chelsea i London. Den er opkaldt efter prins Albert, dronning Victorias ægtefælle og blev indviet den 29. marts 1871. Det har en kapacitet på 5.272 tilskuere.
Albert Hall ligger i "museumskvarterene" omkring Kensington Gardens, hvor man også finder Victoria and Albert Museum, Natural History Museum og Science Museum.
I 1890'erne startede dirigenten Henry Woods populære Promskoncerter i Albert Hall. Disse afholdes fortsat om sommeren, med den pompøse afslutningskoncert Last Night of the Proms i september som har et farverigt folkeliv med flag og bannere, og kan derfor minde mere om et sportsarrangement end en koncert.
Albert Hall bliver ofte brugt ved store musikarrangementer, og ikke kun til klassisk musik, men også store pop- og rockkoncerter er blevet holdt her gennem årene. Siden 1895 har der været afholdt årlige BBC Proms i Royal Albert Hall.
Eurovision Song Contest 1968 blev afholdt i Royal Albert Hall, hvor det blev sendt på tv i farver for første gang.

## Galleri
- BBC's promenadekoncert i Royal Albert Hall
- Royal Albert Hall i 1904